# Tyler Christopher (attore)
Tyler Christopher (Joliet, 11 novembre 1972 – San Diego, 31 ottobre 2023) è stato un attore statunitense.
È noto principalmente per aver interpretato Nikolas Cassadine in General Hospital e Stefan DiMera in Il tempo della nostra vita.

## Biografia
Tyler Christopher Baker era nato nel sobborgo di Chicago di Joliet (Illinois) l'11 novembre 1972, dai suoi genitori Jim e Jimi-Ann Baker ed è cresciuto a Delaware, nell'Ohio, era il più giovane di quattro figli. Sebbene i suoi genitori credessero di avere origini native americane, un test del DNA effettuato da suo padre e sua sorella non mostrò alcuna ascendenza nativa americana.
Christopher ha frequentato la Ohio Wesleyan University per due anni.

### Carriera
Christopher è noto per aver interpretato dal 1996 al 2016 il ruolo di Nikolas Cassadine nella soap opera General Hospital. Dal 2004 al 2005 ha interpretato nella stessa soap il ruolo di Connor Bishop. Durante i suoi periodi nella soap, Christopher è apparso in diverse serie TV come Streghe, Angel, Felicity e CSI - Scena del crimine. Dal 2011 al 2013 ha interpretato Dan Whitehorse nella serie televisiva The Lying Game in un ruolo ricorrente. Nel 2017, Christopher si era unito al cast di Il tempo della nostra vita nel ruolo di Stefan DiMera dove rimase fino al 2019. Christopher aveva già fatto un'apparizione come ospite in una puntata nella soap nel 2001.

### Vita privata
Christopher è stato sposato con l'attrice Eva Longoria dal 2002 al 2004. In precedenza era stato fidanzato con la co-protagonista di General Hospital Vanessa Marcil e usciva anche con Natalia Livingston. Fu anche fidanzato con Brienne Pedigo nel 2006; Christopher e Pedigo si erano sposati il 27 settembre 2008. La coppia ha avuto il loro primo figlio, un maschio, il 3 ottobre 2009. Nell'ottobre 2014, è stato annunciato che Christopher e sua moglie stavano aspettano il loro secondo figlio, previsto per maggio 2015. Il 3 maggio 2015, Christopher ha annunciato su Twitter che sua moglie Brienne Pedigo aveva dato alla luce una bambina. Brienne Pedigo chiese il divorzio nel febbraio 2019.
L'11 novembre 2019, Christopher era stato arrestato e accusato di ubriachezza pubblica a Martinsville, Morgan County, Indiana. Si era dichiarato colpevole e ha pagato una piccola multa.
Christopher è morto il 31 ottobre 2023 per un arresto cardiaco a San Diego, all'età di 50 anni.

## Filmografia

### Cinema
- Common Bonds, regia di Antonio Manriquez (1997)
- Catfish in Black Bean Sauce, regia di Chi Muoi Lo (1999)
- Face the Music, regia di Jeff Howard (2001)
- Out of the Black, regia di Karl Kozak (2001)
- Frogmen Operation Stormbringer, regia di Franklin A. Vallette (2002)
- Raven, regia di Gregori J. Martin (2010)
- Stage 4, regia di Scott Mlodzinski - cortometraggio (2010)
- Shouting Secrets, regia di Korinna Sehringer (2011)
- Beyond the Lights - Trova la tua voce (Beyond the Lights), regia di Gina Prince-Bythewood (2014)
- Pretty Broken, regia di Brett Eichenberger (2018)
- F.R.E.D.I., regia di Sean Olson (2018)
- Max Winslow and the House of Secrets, regia di Sean Olson (2019)
- Moon Crash, regia di Noah Luke (2022)
- Thor: God of Thunder, regia di Noah Luke (2022)
- Murder, Anyone?, regia di James Cullen Bressack (2022)

### Televisione
- In tribunale con Lynn (Family Law) – serie TV, episodio 1x13 (2000)
- Streghe (Charmed) – serie TV, episodio 2x14 (2000)
- Angel – serie TV, episodio 1x18 (2000)
- Jarod il camaleonte (The Pretender) – serie TV, episodi 4x19-4x20 (2000)
- Il camaleonte assassino (The Pretender 2001), regia di Frederick King Keller – film TV (2001)
- Felicity – serie TV, episodio 3x12 (2001)
- Sam's Circus, regia di Robert Singer – film TV (2001)
- Special Unit 2 – serie TV, episodio 2x08 (2001)
- The Division – serie TV, episodio 2x15 (2002)
- The Twilight Zone – serie TV, episodio 1x02 (2002)
- JAG - Avvocati in divisa (JAG) – serie TV, episodio 8x03 (2002)
- Boomtown – serie TV, episodio 1x05 (2002)
- CSI - Scena del crimine (CSI: Crime Scene Investigation) – serie TV, episodio 3x08 (2002)
- One for the Money, regia di David Grossman – film TV (2002)
- Crossing Jordan – serie TV, episodio 2x15 (2003)
- Into the West – miniserie TV, 3 puntate (2005)
- Secrets of a Small Town – serie TV, episodio pilota (2006)
- The Lying Game – serie TV, 26 episodi (2011-2013)
- General Hospital – serial TV, 1160 episodi (1996-2016)
- Una matrigna quasi perfetta (The Other Mother), regia di Sean Olson – film TV (2017)
- Il tempo della nostra vita (Days of Our Lives) – serial TV, 160 episodi (2001-2019)
- Super Volcano, regia di Jared Cohn – film TV (2022)
- 20.0 Megaquake, regia di Jared Cohn – film TV (2022)
- Ice Storm, regia di Jared Cohn – film TV (2023)